# 紀元前667年
紀元前667年（きげんぜん667ねん）は、西暦（ローマ暦）による年。紀元前1世紀の共和政ローマ末期以降の古代ローマにおいては、ローマ建国紀元87年として知られていた。紀年法として西暦（キリスト紀元）がヨーロッパで広く普及した中世時代初期以降、この年は紀元前667年と表記されるのが一般的となった。

## 他の紀年法
- 干支 : 甲寅
- 中国
  - 周 - 恵王10年
  - 魯 - 荘公27年
  - 斉 - 桓公19年
  - 晋 - 献公10年
  - 秦 - 宣公9年
  - 楚 - 成王5年
  - 宋 - 桓公15年
  - 衛 - 懿公2年
  - 陳 - 宣公26年
  - 蔡 - 穆侯8年
  - 曹 - 釐公4年
  - 鄭 - 文公6年
  - 燕 - 荘公24年
- 朝鮮
  - 檀紀1667年
- ユダヤ暦 : 3094年 - 3095年

## できごと

### 中国
- 斉の桓公・魯の荘公・宋の桓公・陳の宣公・鄭の文公が幽で同盟した。
- 周の恵王が召伯廖を斉に派遣して衛を攻撃するよう依頼した。
- 斉の桓公と魯の荘公が城濮で会見した。